# Draconides
Les Draconides (appelées aussi les Giacobinides) sont une pluie de météores dont le corps parent est la comète périodique 21P/Giacobini-Zinner. 

## Observation
Elle survient au début du mois d'octobre, les meilleures nuits étant celles du 8 au 10. Le radiant se trouve dans la constellation du Dragon (ayant pour nom latin Draco, d'où le nom de ces météores), située près du pôle nord céleste. L'observation des Draconides est plus aisée dans les heures suivant le coucher du soleil, dans une zone de ciel sombre et pur. Des pluies de plusieurs milliers de météores par heure eurent lieu en 1933 et en 1946, et reviennent tous les 40 ans. Les pluies de 2011 et 2012 ont été remarquables avec, en 2012, des enregistrements radar au Canada et en Allemagne atteignant jusqu'à 1 000 à 2 000 météores à l’heure le 8 octobre entre 16h et 18h TU.

### Campagne d'observation de 2011
L'IMCCE lance au début de 2011 une levée de fonds visant à soutenir une campagne d'observation de la pluie de météores. Grâce à l'aide du CNRS, un Falcon 20 du projet SAFIRE et un autre du Deutsches Zentrum für Luft- und Raumfahrt décollent afin d'observer la rentrée des météores dans notre atmosphère et en déduire leur composition.